# Pyrota rugulipennis
Pyrota rugulipennis är en skalbaggsart som beskrevs av Champion 1891. Pyrota rugulipennis ingår i släktet Pyrota och familjen oljebaggar. Inga underarter finns listade i Catalogue of Life.